# Elida Diurson
Elida Ingegerd Diurson, född 23 juni 1876 i Benestads församling, Kristianstads län, död 6 april 1950 i Uddevalla församling, Göteborgs och Bohus län, var en svensk rösträttsaktivist och politiker.
Hon var medlem i ett nätverk av lärarinnor som alla arbetade med jämställdhetsfrågor, och engagerade sig för barnens rättigheter i samhället. 
Hon var verksam i kampanjen för införandet av kvinnlig rösträtt i Sverige och medlem i Föreningen för kvinnans politiska rösträtt i Uddevalla. 
Hon satt i Uddevalla stadsfullmäktige 1919-1920, och var då en av endast tre kvinnor där, tillsammans med Augusta Matilda Johansson och 
Ellen Ammelin. 